# Tyrannophryne pugnax
Tyrannophryne pugnax es un pez que pertenece a la familia Oneirodidae. Es el único miembro de su género. Al igual que otros peces de la familia Oneirodidae, Tyrannophryne pugnax es un pez que habita a grandes profundidades y posee un señuelo bioluminiscente. 
Fue reconocido por primera vez en 1932, por Charles Tate Regan y Ethelwynn Trewavas.

### Lectura recomendada
- Onierodidae: Dreamers (deepsea anglerfishes) - FAO species identification guide for fishery purposes: The living marine resources of the Western Central Pacific, vol. 3: Batoid fishes, chimaeras and Bony fishes, part 1 (Elopidae to Linophrynidae). Food and Agriculture Organization of the United Nations. Pietsch, T. W. / Carpenter, Kent E., and Volker H. Niem, eds.